# کاهوسا (سرده)
کاهوسا، کاهوی بیابانی، چرخه (نام علمی: Launaea) نام یک سرده از تیره کاسنیان است.